# 小行星99891
小行星99891（99891 Donwells）是一颗绕太阳运转的小行星，为主小行星带小行星。该小行星于2002年8月发现。
該小行星以美國節目製作經理唐·J·威爾斯（Don J. Wells）命名。

## 轨道参数
小行星99891的轨道半长轴为457 907 154 km，3.0608767 UA，离心率为0.048。